# Oud-Heverlee Leuven in het seizoen 2010/11
Dit artikel beschrijft de prestaties van de Belgische voetbalclub OH Leuven in het seizoen 2010-11. De club trad in dit seizoen aan in de tweede klasse van het Belgisch voetbal.

## Spelerskern
| Nº            | Naam                | Nationaliteit | Geboortedatum     | Debuut     | Vorige club                                              |
| Doelmannen    | Doelmannen          | Doelmannen    | Doelmannen        | Doelmannen | Doelmannen                                               |
| ------------- | ------------------- | ------------- | ----------------- | ---------- | -------------------------------------------------------- |
| 1             | Yves Lenaerts       | België        | 27 februari 1983  | 2010       | Club Brugge                                              |
| 12            | Jente Forier        | België        | 30 januari 1991   | 2010       | opgeleid bij OH Leuven                                   |
| 12            | Dean Michiels       | België        | 4 juli 1991       | 2010       | opgeleid bij OH Leuven                                   |
| 21            | Fred Desomberg      | België        | 9 februari 1989   | 2006       | AFC Tubize                                               |
| Verdedigers   |                     |               |                   |            |                                                          |
| 2             | Yannick Euvrard     | België        | 17 januari 1986   | 2010       | Standaard Wetteren                                       |
| 3             | Nicky Hayen         | België        | 16 augustus 1980  | 2010       | RBC Roosendaal                                           |
| 4             | Wim Raymaekers      | België        | 4 april 1985      | 2010       | Red Star Waasland                                        |
| 5             | Joeri Vastmans      | België        | 5 december 1983   | 2005       | Patro Maasmechelen                                       |
| 15            | Pieter Nys          | België        | 1 juli 1989       | 2010       | Fortuna Sittard (verhuurd door KRC Genk)                 |
| 16            | Antoine Themelin    | België        | 7 maart 1989      | 2007       | FC Limelette                                             |
| 17            | Koen Weuts          | België        | 18 september 1990 | 2009       | K. Lierse SK                                             |
| 22            | Raf Verhamme        | België        | 12 oktober 1989   | 2009       | opgeleid bij OH Leuven                                   |
| 25            | Tom Christiaens     | België        | 16 juli 1991      | 2010       | opgeleid bij OH Leuven                                   |
| 26            | Lionel Gendarme     | België        | 20 februari 1989  | 2011       | Standard Luik                                            |
| Middenvelders |                     |               |                   |            |                                                          |
| 6             | Kenneth Van Goethem | België        | 12 februari 1984  | 2010       | KV Mechelen                                              |
| 8             | Maxime Annys        | België        | 24 juli 1986      | 2009       | RFC Tournai                                              |
| 10            | Sandro Bloudek      | Slovenië      | 16 februari 1986  | 2010       | HNK Šibenik                                              |
| 14            | Pieter Beckers      | België        | 15 maart 1989     | 2009       | opgeleid bij OH Leuven                                   |
| 18            | Nicolas De Mol      | België        | 26 juli 1992      | 2010       | opgeleid bij OH Leuven                                   |
| 23            | Mark De Man         | België        | 27 april 1983     | 2011       | Germinal Beerschot                                       |
| 24            | Wouter Scheelen     | België        | 16 oktober 1985   | 2010       | KVSK United Overpelt-Lommel (verhuurd door KVC Westerlo) |
| Aanvallers    |                     |               |                   |            |                                                          |
| 7             | Jordan Remacle      | België        | 14 februari 1987  | 2010       | RBC Roosendaal                                           |
| 9             | Kurt Weuts          | België        | 29 december 1987  | 2009       | Sint-Truidense VV                                        |
| 11            | Tail Schoonjans     | België        | 19 augustus 1986  | 2005       | opgeleid bij OH Leuven                                   |
| 13            | Bjorn Ruytinx       | België        | 18 augustus 1980  | 2004       | KS Kermt-Hasselt                                         |
| 19            | Simon Vermeiren     | België        | 22 december 1990  | 2009       | KV Mechelen                                              |
| 20            | Hamdi Harbaoui      | Tunesië       | 5 januari 1985    | 2010       | RCS Visé                                                 |

## Technische staf
| Naam                 | Nationaliteit | Geboortedatum    | Bij OHL sinds | Functie           |
| -------------------- | ------------- | ---------------- | ------------- | ----------------- |
| Ronny Van Geneugden  | België        | 17 augustus 1968 | 2010          | Hoofdtrainer      |
| Hans Vander Elst     | België        | 13 december 1972 | 2002          | Assistent-trainer |
| Jurgen De Braekeleer | België        | 21 april 1968    | 2003          | Keeperstrainer    |

## Transfers

### Zomertransfers

#### Inkomende transfers
| Naam                     | Positie             | Nationaliteit       | Contract tot        | Komt van                                                 |
| Inkomende transfers      | Inkomende transfers | Inkomende transfers | Inkomende transfers | Inkomende transfers                                      |
| ------------------------ | ------------------- | ------------------- | ------------------- | -------------------------------------------------------- |
| Sandro Bloudek           | Middenvelder        | Slovenië            | 2011                | HNK Šibenik                                              |
| Yannick Euvrard          | Verdediger          | België              | 2012                | Standaard Wetteren                                       |
| Nicky Hayen              | Verdediger          | België              | 2012                | RBC Roosendaal                                           |
| Hamdi Harbaoui           | Aanvaller           | Tunesië             | 2012                | RCS Visé                                                 |
| Yves Lenaerts            | Doelman             | België              | 2012                | Club Brugge                                              |
| Pieter Nys               | Verdediger          | België              | 2012                | Fortuna Sittard (verhuurd door KRC Genk)                 |
| Wim Raymaekers           | Verdediger          | België              | 2012                | Red Star Waasland                                        |
| Jordan Remacle           | Aanvaller           | België              | 2012                | RBC Roosendaal                                           |
| Kenneth Van Goethem      | Middenvelder        | België              | 2012                | KV Mechelen                                              |
| Gehuurd                  |                     |                     |                     |                                                          |
| Wouter Scheelen          | Middenvelder        | België              | 2011                | KVSK United Overpelt-Lommel (verhuurd door KVC Westerlo) |
| Kurt Weuts               | Aanvaller           | België              | 2011                | Sint-Truidense VV                                        |
| Doorstroming naar A-kern |                     |                     |                     |                                                          |
| Tom Christiaens          | Verdediger          | België              |                     |                                                          |
| Nicolas De Mol           | Middenvelder        | België              |                     |                                                          |
| Jente Forier             | Doelman             | België              |                     |                                                          |
| Adam Kovacs              | Aanvaller           | Hongarije           |                     |                                                          |
| Dean Michiels            | Doelman             | België              |                     |                                                          |

#### Uitgaande transfers
| Naam                    | Positie      | Nationaliteit | Contract tot | Gaat naar                                |
| ----------------------- | ------------ | ------------- | ------------ | ---------------------------------------- |
| Daniel Calvo            | Middenvelder | Spanje        |              | UR Namur                                 |
| Sander Debroux          | Middenvelder | België        |              | Tempo Overijse                           |
| Issam Fariat            | Aanvaller    | België        |              | Olympia SC Wijgmaal                      |
| Gregory Ferreira Lino   | Middenvelder | Frankrijk     |              | KV Oostende                              |
| Azubuike Oliseh         | Verdediger   | Nigeria       |              | Ermis Aradippou                          |
| Jonathan Ruttens        | Doelman      | België        |              | KVV Heusden-Zolder                       |
| Bassalia Sakanoko       | Aanvaller    | Ivoorkust     |              | White Star Woluwe FC → Lokomotiv Plovdiv |
| Jente Van Ongeval       | Verdediger   | België        |              | KSV Bornem                               |
| Einde huurcontract      |              |               |              |                                          |
| Cédric Betremieux       | Aanvaller    | Frankrijk     |              | KV Kortrijk                              |
| Osahon Eboigbe          | Aanvaller    | Nigeria       |              | VPS Vaasa                                |
| Daan Vaesen             | Verdediger   | België        |              | FCV Dender EH                            |
| Lander Van Steenbrugghe | Middenvelder | België        |              | KSV Roeselare                            |

### Wintertransfers

#### Inkomende transfers
| Naam                | Positie             | Nationaliteit       | Contract tot        | Komt van            |
| Inkomende transfers | Inkomende transfers | Inkomende transfers | Inkomende transfers | Inkomende transfers |
| ------------------- | ------------------- | ------------------- | ------------------- | ------------------- |
| Lionel Gendarme     | Verdediger          | België              | 2012                | Standard Luik       |
| Gehuurd             |                     |                     |                     |                     |
| Mark De Man         | Middenvelder        | België              | 2011                | Germinal Beerschot  |
| Contractverlenging  |                     |                     |                     |                     |
| Tail Schoonjans     | Aanvaller           | België              | 2012                |                     |

#### Uitgaande transfers
| Naam                | Positie             | Nationaliteit       | Contract tot        | Gaat naar           |
| Uitgaande transfers | Uitgaande transfers | Uitgaande transfers | Uitgaande transfers | Uitgaande transfers |
| ------------------- | ------------------- | ------------------- | ------------------- | ------------------- |
| Adam Kovacs         | Aanvaller           | Hongarije           |                     | Budapest Honvéd FC  |

## Resultaten

### Oefenwedstrijden
| Datum/tijd        | Thuis | Uitslag                           | Uit                                    | Informatie |
| ----------------- | ----- | --------------------------------- | -------------------------------------- | ---------- |
| 7 juli 2010 19:30 |       |                                   |                                        |            |
| OH Leuven         | 1 – 2 | Standard Luik                     | Den Dreef, Leuven Arbiter: Gerd Bylois |            |
| W. Raymaekers 9'  |       | 4' L. Ciman 35' C. Benteke (pen.) | Den Dreef, Leuven Arbiter: Gerd Bylois |            |

| Datum/tijd         | Thuis  | Uitslag | Uit                                      | Informatie |
| ------------------ | ------ | --- | ---------------------------------------- | ---------- |
| 10 juli 2010 18:00 |        | |                                          |            |
| KFC Herent         | 0 – 13 | OH Leuven | De Kempen, Herent Arbiter: Kristof Mollu |            |
|                    |        | 7' M. Annys 19' M. Annys 20' K. Weuts 30' J. Remacle 37' K. Weuts 40' S. Vermeiren 43' N. De Mol (pen.) 44' M. Annys 46' J. Remacle 55' N. De Mol 68' A. Kovacs 76' Y. Euvrard 88' K. Weuts | De Kempen, Herent Arbiter: Kristof Mollu |            |

| Datum/tijd                     | Thuis | Uitslag                                          | Uit                                                   | Informatie |
| ------------------------------ | ----- | ------------------------------------------------ | ----------------------------------------------------- | ---------- |
| 14 juli 2010 19:30             |       |                                                  |                                                       |            |
| Olympia SC Wijgmaal            | 2 – 3 | OH Leuven                                        | Wijgmaal Stadion, Wijgmaal Arbiter: Sven Van Extergem |            |
| J. Dehaes 28' F. Coosemans 89' |       | 7' J. Remacle 14' K. Weuts 28' J. Remacle (pen.) | Wijgmaal Stadion, Wijgmaal Arbiter: Sven Van Extergem |            |

| Datum/tijd         | Thuis | Uitslag           | Uit                                       | Informatie |
| ------------------ | ----- | ----------------- | ----------------------------------------- | ---------- |
| 17 juli 2010 19:00 |       |                   |                                           |            |
| OH Leuven          | 0 – 1 | Sint-Truidense VV | Den Dreef, Leuven Arbiter: Koen Verlinden |            |
|                    |       | 87' H. Onana      | Den Dreef, Leuven Arbiter: Koen Verlinden |            |

| Datum/tijd                   | Thuis | Uitslag             | Uit             | Informatie |
| ---------------------------- | ----- | ------------------- | --------------- | ---------- |
| 21 juli 2010 19:00           |       |                     |                 |            |
| KSC Lokeren Oost-Vlaanderen  | 2 – 1 | OH Leuven           | Daknam, Lokeren |            |
| B. Mokulu 60' N. De Pauw 70' |       | 61' K. Weuts (pen.) | Daknam, Lokeren |            |

| Datum/tijd         | Thuis | Uitslag                      | Uit                                     | Informatie |
| ------------------ | ----- | ---------------------------- | --------------------------------------- | ---------- |
| 24 juli 2010 19:00 |       |                              |                                         |            |
| OH Leuven          | 1 – 2 | KV Mechelen                  | Den Dreef, Leuven Arbiter: Gert Deckers |            |
| K. Weuts 41'       |       | 27' J. Wilmet 43' J. Mununga | Den Dreef, Leuven Arbiter: Gert Deckers |            |

| Datum/tijd         | Thuis | Uitslag                                                                    | Uit                  | Informatie |
| ------------------ | ----- | -------------------------------------------------------------------------- | -------------------- | ---------- |
| 28 juli 2010 19:30 |       |                                                                            |                      |            |
| Kampenhout SK      | 0 – 5 | OH Leuven                                                                  | De Zeype, Kampenhout |            |
|                    |       | 11' M. Annys 68' S. Vermeiren 75' J. Remacle 77' S. Vermeiren 84' N. Hayen | De Zeype, Kampenhout |            |

| Datum/tijd            | Thuis | Uitslag            | Uit                                          | Informatie |
| --------------------- | ----- | ------------------ | -------------------------------------------- | ---------- |
| 4 augustus 2010 19:30 |       |                    |                                              |            |
| OH Leuven             | 1 – 1 | KV Woluwe-Zaventem | Den Dreef, Leuven Arbiter: Sven Van Extergem |            |
| S. Vermeiren 52'      |       | 64' M. Ouahabi     | Den Dreef, Leuven Arbiter: Sven Van Extergem |            |

| Datum/tijd            | Thuis | Uitslag      | Uit                        | Informatie |
| --------------------- | ----- | ------------ | -------------------------- | ---------- |
| 7 augustus 2010 19:00 |       |              |                            |            |
| Tempo Overijse        | 1 – 0 | OH Leuven    | Begijnhofstadion, Overijse |            |
| D. Van Gestel 35'     |       | 56' M. Annys | Begijnhofstadion, Overijse |            |

### Competitie

#### Wedstrijden
| Datum/tijd             | Thuis | Uitslag       | Uit                                                             | Informatie |
| ---------------------- | ----- | ------------- | --------------------------------------------------------------- | ---------- |
| 18 augustus 2010 20:30 |       |               |                                                                 |            |
| OH Leuven              | 1 – 1 | FCV Dender EH | Den Dreef, Leuven Toeschouwers: 2.000 Arbiter: Jurgen Brinckman |            |
| N. Hayen 81'           |       | 65' D. Vaesen | Den Dreef, Leuven Toeschouwers: 2.000 Arbiter: Jurgen Brinckman |            |

| Datum/tijd                                         | Thuis | Uitslag                                                    | Uit                                                                                     | Informatie |
| -------------------------------------------------- | ----- | ---------------------------------------------------------- | --------------------------------------------------------------------------------------- | ---------- |
| 25 augustus 2010 20:30                             |       |                                                            |                                                                                         |            |
| KSK Heist                                          | 3 – 2 | OH Leuven                                                  | Gemeentelijk Sportcentrum, Heist-op-den-Berg Toeschouwers: 1.200 Arbiter: Miguel Garcia |            |
| B. Criel 11' (pen.) B. Webers 56' J. Hendrickx 74' |       | 21' G. Ferreira Lino 29' J. Remacle (pen.) 78' H. Harbaoui | Gemeentelijk Sportcentrum, Heist-op-den-Berg Toeschouwers: 1.200 Arbiter: Miguel Garcia |            |

| Datum/tijd                                            | Thuis | Uitslag              | Uit                                                        | Informatie |
| ----------------------------------------------------- | ----- | -------------------- | ---------------------------------------------------------- | ---------- |
| 29 augustus 2010 15:00                                |       |                      |                                                            |            |
| OH Leuven                                             | 3 – 0 | Boussu Dour Borinage | Den Dreef, Leuven Toeschouwers: 1.600 Arbiter: Luc Wouters |            |
| B. Ruytinx 12' S. Vermeiren 13' J. Remacle 90' (pen.) |       | 84' M. Assou-Ekotto  | Den Dreef, Leuven Toeschouwers: 1.600 Arbiter: Luc Wouters |            |

| Datum/tijd             | Thuis | Uitslag                     | Uit                                                                                                 | Informatie |
| ---------------------- | ----- | --------------------------- | --------------------------------------------------------------------------------------------------- | ---------- |
| 4 september 2010 20:00 |       |                             | |            |
| FC Brussels            | 1 – 2 | OH Leuven                   | Edmond Machtensstadion, Sint-Jans-Molenbeek Toeschouwers: 1.200 Arbiter: Jean-François Vandersteene |            |
| D. Veselinović 88'     |       | 13' J. Remacle 90' M. Annys | Edmond Machtensstadion, Sint-Jans-Molenbeek Toeschouwers: 1.200 Arbiter: Jean-François Vandersteene |            |

| Datum/tijd                                                  | Thuis | Uitslag            | Uit                                                         | Informatie |
| ----------------------------------------------------------- | ----- | ------------------ | ----------------------------------------------------------- | ---------- |
| 12 september 2010 15:00                                     |       |                    |                                                             |            |
| OH Leuven                                                   | 4 – 1 | Standaard Wetteren | Den Dreef, Leuven Toeschouwers: 1.500 Arbiter: Gert Deckers |            |
| J. Remacle 6' W. Scheelen 30' B. Ruytinx 70' S. Bloudek 80' |       | 25' B. De Smet     | Den Dreef, Leuven Toeschouwers: 1.500 Arbiter: Gert Deckers |            |

| Datum/tijd                                | Thuis | Uitslag         | Uit                                                                     | Informatie |
| ----------------------------------------- | ----- | --------------- | ----------------------------------------------------------------------- | ---------- |
| 17 september 2010 20:30                   |       |                 |                                                                         |            |
| KV Oostende                               | 2 – 1 | OH Leuven       | Albertparkstadion, Oostende Toeschouwers: 1.869 Arbiter: Karim Saadouni |            |
| F. Vanderbiest 43' (pen.) L. Wallaeys 56' |       | 69' H. Harbaoui | Albertparkstadion, Oostende Toeschouwers: 1.869 Arbiter: Karim Saadouni |            |

| Datum/tijd                                              | Thuis | Uitslag                                       | Uit                                                                          | Informatie |
| ------------------------------------------------------- | ----- | --------------------------------------------- | ---------------------------------------------------------------------------- | ---------- |
| 25 september 2010 20:30                                 |       |                                               |                                                                              |            |
| RAEC Mons                                               | 3 – 3 | OH Leuven                                     | Stade Charles Tondreau, Bergen Toeschouwers: 1.800 Arbiter: Christof Dierick |            |
| N. Timmermans 17' T. Matthys 29' (pen.) M. Lépicier 49' |       | 12' S. Bloudek 34' H. Harbaoui 85' B. Ruytinx | Stade Charles Tondreau, Bergen Toeschouwers: 1.800 Arbiter: Christof Dierick |            |

| Datum/tijd                                           | Thuis | Uitslag               | Uit                                                            | Informatie |
| ---------------------------------------------------- | ----- | --------------------- | -------------------------------------------------------------- | ---------- |
| 3 oktober 2010 15:00                                 |       |                       |                                                                |            |
| OH Leuven                                            | 3 – 1 | RCS Visé              | Den Dreef, Leuven Toeschouwers: 1.800 Arbiter: Jonathan Lardot |            |
| B. Ruytinx 61' H. Harbaoui 76' J. Remacle 79' (pen.) |       | 54' S. Dessart (pen.) | Den Dreef, Leuven Toeschouwers: 1.800 Arbiter: Jonathan Lardot |            |

| Datum/tijd                   | Thuis | Uitslag                           | Uit                                                          | Informatie |
| ---------------------------- | ----- | --------------------------------- | ------------------------------------------------------------ | ---------- |
| 9 oktober 2010 20:00         |       |                                   |                                                              |            |
| AFC Tubize                   | 2 – 2 | OH Leuven                         | Stade Leburton, Tubeke Toeschouwers: 800 Arbiter: Sam Loeman |            |
| G. Ambroise 44' P. Daddi 66' |       | 64' J. Remacle 80' K. Van Goethem | Stade Leburton, Tubeke Toeschouwers: 800 Arbiter: Sam Loeman |            |

| Datum/tijd                      | Thuis | Uitslag         | Uit                                                        | Informatie |
| ------------------------------- | ----- | --------------- | ---------------------------------------------------------- | ---------- |
| 17 oktober 2010 15:00           |       |                 |                                                            |            |
| OH Leuven                       | 2 – 1 | Rupel Boom FC   | Den Dreef, Leuven Toeschouwers: 2.000 Arbiter: Bart Defour |            |
| W. Scheelen 30' H. Harbaoui 83' |       | 61' F. Magerman | Den Dreef, Leuven Toeschouwers: 2.000 Arbiter: Bart Defour |            |

| Datum/tijd            | Thuis | Uitslag                     | Uit                                                                   | Informatie |
| --------------------- | ----- | --------------------------- | --------------------------------------------------------------------- | ---------- |
| 23 oktober 2010 20:00 |       |                             |                                                                       |            |
| KV Turnhout           | 0 – 2 | OH Leuven                   | Stadsparkstadion, Turnhout Toeschouwers: 1.000 Arbiter: Miguel Garcia |            |
|                       |       | 1' M. Annys 84' W. Scheelen | Stadsparkstadion, Turnhout Toeschouwers: 1.000 Arbiter: Miguel Garcia |            |

| Datum/tijd                                | Thuis | Uitslag                       | Uit                                                            | Informatie |
| ----------------------------------------- | ----- | ----------------------------- | -------------------------------------------------------------- | ---------- |
| 31 oktober 2010 15:00                     |       |                               |                                                                |            |
| OH Leuven                                 | 3 – 0 | KSV Roeselare                 | Den Dreef, Leuven Toeschouwers: 2.000 Arbiter: Stephane Gleton |            |
| M. Annys 11' W. Scheelen 47' M. Annys 76' |       | 50' S. Dutoit 83' S. Hellings | Den Dreef, Leuven Toeschouwers: 2.000 Arbiter: Stephane Gleton |            |

| Datum/tijd            | Thuis | Uitslag                              | Uit                                                                   | Informatie |
| --------------------- | ----- | ------------------------------------ | --------------------------------------------------------------------- | ---------- |
| 6 november 2010 20:00 |       |                                      |                                                                       |            |
| RFC Tournai           | 1 – 2 | OH Leuven                            | Stade Luc Varenne, Doornik Toeschouwers: 800 Arbiter: Frederik Geldof |            |
| F. Bendaoud 45'       |       | 36' J. Remacle 74' J. Remacle (pen.) | Stade Luc Varenne, Doornik Toeschouwers: 800 Arbiter: Frederik Geldof |            |

| Datum/tijd                                       | Thuis | Uitslag                    | Uit                                                              | Informatie |
| ------------------------------------------------ | ----- | -------------------------- | ---------------------------------------------------------------- | ---------- |
| 14 november 2010 15:00                           |       |                            |                                                                  |            |
| OH Leuven                                        | 3 – 1 | KVRS Waasland - SK Beveren | Den Dreef, Leuven Toeschouwers: 3.000 Arbiter: Laurent Colemonts |            |
| W. Raymaekers 14' B. Ruytinx 41' H. Harbaoui 59' |       | 5' L. Paulussen            | Den Dreef, Leuven Toeschouwers: 3.000 Arbiter: Laurent Colemonts |            |

| Datum/tijd                     | Thuis | Uitslag    | Uit                                                            | Informatie |
| ------------------------------ | ----- | ---------- | -------------------------------------------------------------- | ---------- |
| 21 november 2010 15:00         |       |            |                                                                |            |
| OH Leuven                      | 2 – 0 | Antwerp FC | Den Dreef, Leuven Toeschouwers: 5.000 Arbiter: Peter Vervecken |            |
| H. Harbaoui 65' S. Bloudek 78' |       |            | Den Dreef, Leuven Toeschouwers: 5.000 Arbiter: Peter Vervecken |            |

| Datum/tijd             | Thuis | Uitslag           | Uit                                                                         | Informatie |
| ---------------------- | ----- | ----------------- | --------------------------------------------------------------------------- | ---------- |
| 28 november 2010 15:00 |       |                   |                                                                             |            |
| KVK Tienen             | 0 – 0 | OH Leuven         | Julien Bergéstadion, Tienen Toeschouwers: 3.300 Arbiter: Jérôme Efong Nzolo |            |
|                        |       | 54' W. Raymaekers | Julien Bergéstadion, Tienen Toeschouwers: 3.300 Arbiter: Jérôme Efong Nzolo |            |

| Datum/tijd                         | Thuis | Uitslag         | Uit                                                                                   | Informatie |
| ---------------------------------- | ----- | --------------- | ------------------------------------------------------------------------------------- | ---------- |
| 11 december 2010 20:00             |       |                 |                                                                                       |            |
| FCV Dender EH                      | 2 – 1 | OH Leuven       | Florent Beeckmanstadion, Denderleeuw Toeschouwers: 2.000 Arbiter: Christophe Delacour |            |
| P. Mollez 13' (pen.) J. Waeghe 39' |       | 40' H. Harbaoui | Florent Beeckmanstadion, Denderleeuw Toeschouwers: 2.000 Arbiter: Christophe Delacour |            |

| Datum/tijd                                             | Thuis | Uitslag                                      | Uit                                                               | Informatie |
| ------------------------------------------------------ | ----- | -------------------------------------------- | ----------------------------------------------------------------- | ---------- |
| 7 januari 2011 20:00                                   |       |                                              |                                                                   |            |
| Boussu Dour Borinage                                   | 2 – 3 | OH Leuven                                    | Stade Robert Urbain, Boussu Toeschouwers: 900 Arbiter: Raf Bylois |            |
| A. Delplace 26' (pen.) A. Delplace 51' K. Ouejdide 81' |       | 28' H. Harbaoui 53' N. Hayen 79' H. Harbaoui | Stade Robert Urbain, Boussu Toeschouwers: 900 Arbiter: Raf Bylois |            |

| Datum/tijd                                 | Thuis | Uitslag       | Uit                                                        | Informatie |
| ------------------------------------------ | ----- | ------------- | ---------------------------------------------------------- | ---------- |
| 15 januari 2011 20:00                      |       |               |                                                            |            |
| OH Leuven                                  | 2 – 1 | FC Brussels   | Den Dreef, Leuven Toeschouwers: 2.500 Arbiter: Gerd Bylois |            |
| P. Nys 59' H. Harbaoui 70' W. Scheelen 77' |       | 17' M. Aoulad | Den Dreef, Leuven Toeschouwers: 2.500 Arbiter: Gerd Bylois |            |

| Datum/tijd                                                        | Thuis | Uitslag                          | Uit                                                                          | Informatie |
| ----------------------------------------------------------------- | ----- | -------------------------------- | ---------------------------------------------------------------------------- | ---------- |
| 19 januari 2011 20:30                                             |       |                                  |                                                                              |            |
| Lommel United                                                     | 4 – 1 | OH Leuven                        | Stedelijk Sportstadion, Lommel Toeschouwers: 6.000 Arbiter: Christof Dierick |            |
| J. Ketting 30' (pen.) R. Henkens 32' G. Dufour 79' R. Henkens 87' |       | 33' T. Schoonjans 68' S. Bloudek | Stedelijk Sportstadion, Lommel Toeschouwers: 6.000 Arbiter: Christof Dierick |            |

| Datum/tijd                                                     | Thuis | Uitslag         | Uit                                                         | Informatie |
| -------------------------------------------------------------- | ----- | --------------- | ----------------------------------------------------------- | ---------- |
| 23 januari 2011 14:30                                          |       |                 |                                                             |            |
| OH Leuven                                                      | 4 – 1 | KV Oostende     | Den Dreef, Leuven Toeschouwers: 2.500 Arbiter: Jan Govaerts |            |
| H. Harbaoui 15' H. Harbaoui 57' H. Harbaoui 62' J. Remacle 63' |       | 89' L. Wallaeys | Den Dreef, Leuven Toeschouwers: 2.500 Arbiter: Jan Govaerts |            |

| Datum/tijd            | Thuis | Uitslag                                       | Uit                                                                              | Informatie |
| --------------------- | ----- | --------------------------------------------- | -------------------------------------------------------------------------------- | ---------- |
| 29 januari 2011 20:00 |       |                                               |                                                                                  |            |
| Standaard Wetteren    | 1 – 3 | OH Leuven                                     | Marcel De Kerpelstadion, Wetteren Toeschouwers: 1.000 Arbiter: Alexandre Boucaut |            |
| B. De Smet 64'        |       | 43' H. Harbaoui 56' B. Ruytinx 86' S. Bloudek | Marcel De Kerpelstadion, Wetteren Toeschouwers: 1.000 Arbiter: Alexandre Boucaut |            |

| Datum/tijd                                         | Thuis | Uitslag                        | Uit                                                           | Informatie |
| -------------------------------------------------- | ----- | ------------------------------ | ------------------------------------------------------------- | ---------- |
| 6 februari 2011 15:00                              |       |                                |                                                               |            |
| OH Leuven                                          | 3 – 2 | RAEC Mons                      | Den Dreef, Leuven Toeschouwers: 4.500 Arbiter: Serge Gumienny |            |
| H. Harbaoui 19' J. Remacle 62' (pen.) K. Weuts 72' |       | 46' M. Jarju 89' N. Timmermans | Den Dreef, Leuven Toeschouwers: 4.500 Arbiter: Serge Gumienny |            |

| Datum/tijd                                                 | Thuis | Uitslag      | Uit                                                             | Informatie |
| ---------------------------------------------------------- | ----- | ------------ | --------------------------------------------------------------- | ---------- |
| 12 februari 2011 20:00                                     |       |              |                                                                 |            |
| OH Leuven                                                  | 4 – 1 | KSK Heist    | Den Dreef, Leuven Toeschouwers: 2.800 Arbiter: Rutger Bekebrede |            |
| H. Harbaoui 15' M. Annys 48' J. Remacle 70' B. Ruytinx 76' |       | 14' Y. Ozcan | Den Dreef, Leuven Toeschouwers: 2.800 Arbiter: Rutger Bekebrede |            |

| Datum/tijd             | Thuis | Uitslag         | Uit                                                                    | Informatie |
| ---------------------- | ----- | --------------- | ---------------------------------------------------------------------- | ---------- |
| 20 februari 2011 15:00 |       |                 |                                                                        |            |
| RCS Visé               | 1 – 1 | OH Leuven       | Stade de la Cité de l'Oie, Wezet Toeschouwers: 950 Arbiter: Sam Loeman |            |
| G. Legros 67'          |       | 57' W. Scheelen | Stade de la Cité de l'Oie, Wezet Toeschouwers: 950 Arbiter: Sam Loeman |            |

| Datum/tijd                                      | Thuis | Uitslag                                         | Uit                                                          | Informatie |
| ----------------------------------------------- | ----- | ----------------------------------------------- | ------------------------------------------------------------ | ---------- |
| 27 februari 2011 15:00                          |       |                                                 |                                                              |            |
| OH Leuven                                       | 2 – 2 | AFC Tubize                                      | Den Dreef, Leuven Toeschouwers: 1.800 Arbiter: Johan Verbist |            |
| S. Bloudek 13' J. Remacle 50' W. Raymaekers 90' |       | 9' G. Ambroise 86' J. Tshibumbu 89' G. Ambroise | Den Dreef, Leuven Toeschouwers: 1.800 Arbiter: Johan Verbist |            |

| Datum/tijd         | Thuis | Uitslag               | Uit                                                                            | Informatie |
| ------------------ | ----- | --------------------- | ------------------------------------------------------------------------------ | ---------- |
| 6 maart 2011 15:00 |       |                       |                                                                                |            |
| Rupel Boom FC      | 0 – 1 | OH Leuven             | Gemeentelijk Parkstadion, Boom Toeschouwers: 1.700 Arbiter: Jérôme Efong Nzolo |            |
| W. Snoeys 68'      |       | 68' J. Remacle (pen.) | Gemeentelijk Parkstadion, Boom Toeschouwers: 1.700 Arbiter: Jérôme Efong Nzolo |            |

| Datum/tijd                                                     | Thuis | Uitslag     | Uit                                                               | Informatie |
| -------------------------------------------------------------- | ----- | ----------- | ----------------------------------------------------------------- | ---------- |
| 20 maart 2011 15:00                                            |       |             |                                                                   |            |
| OH Leuven                                                      | 4 – 0 | KV Turnhout | Den Dreef, Leuven Toeschouwers: 4.000 Arbiter: Joeri Van De Velde |            |
| B. Ruytinx 4' T. Schoonjans 33' J. Remacle 75' H. Harbaoui 79' |       |             | Den Dreef, Leuven Toeschouwers: 4.000 Arbiter: Joeri Van De Velde |            |

| Datum/tijd          | Thuis | Uitslag         | Uit                                                                  | Informatie |
| ------------------- | ----- | --------------- | -------------------------------------------------------------------- | ---------- |
| 26 maart 2011 20:00 |       |                 |                                                                      |            |
| KSV Roeselare       | 0 – 1 | OH Leuven       | Schiervelde, Roeselare Toeschouwers: 2.000 Arbiter: Philippe Flament |            |
| S. Ernemann 90'     |       | 89' H. Harbaoui | Schiervelde, Roeselare Toeschouwers: 2.000 Arbiter: Philippe Flament |            |

| Datum/tijd                                  | Thuis | Uitslag     | Uit                                                     | Informatie |
| ------------------------------------------- | ----- | ----------- | ------------------------------------------------------- | ---------- |
| 2 april 2011 20:00                          |       |             |                                                         |            |
| OH Leuven                                   | 3 – 0 | RFC Tournai | Den Dreef, Leuven Toeschouwers: 3.500 Arbiter: Wim Smet |            |
| N. Hayen 54' J. Remacle 82' H. Harbaoui 88' |       |             | Den Dreef, Leuven Toeschouwers: 3.500 Arbiter: Wim Smet |            |

| Datum/tijd                        | Thuis | Uitslag         | Uit                                                             | Informatie |
| --------------------------------- | ----- | --------------- | --------------------------------------------------------------- | ---------- |
| 9 april 2011 20:00                |       |                 |                                                                 |            |
| KVRS Waasland - SK Beveren        | 2 – 1 | OH Leuven       | Freethiel, Beveren Toeschouwers: 5.000 Arbiter: Peter Vervecken |            |
| J. Kielo-Lezi 54' R. Bourabia 83' |       | 35' H. Harbaoui | Freethiel, Beveren Toeschouwers: 5.000 Arbiter: Peter Vervecken |            |

| Datum/tijd                     | Thuis | Uitslag    | Uit                                                               | Informatie |
| ------------------------------ | ----- | ---------- | ----------------------------------------------------------------- | ---------- |
| 16 april 2011 20:00            |       |            |                                                                   |            |
| OH Leuven                      | 2 – 0 | KVK Tienen | Den Dreef, Leuven Toeschouwers: 7.200 Arbiter: Jérôme Efong Nzolo |            |
| H. Harbaoui 23' J. Remacle 88' |       |            | Den Dreef, Leuven Toeschouwers: 7.200 Arbiter: Jérôme Efong Nzolo |            |

| Datum/tijd                         | Thuis | Uitslag                         | Uit                                                            | Informatie |
| ---------------------------------- | ----- | ------------------------------- | -------------------------------------------------------------- | ---------- |
| 24 april 2011 15:00                |       |                                 |                                                                |            |
| Antwerp FC                         | 2 – 2 | OH Leuven                       | Bosuilstadion, Antwerpen Toeschouwers: 7.500 Arbiter: Tim Pots |            |
| B. Lambot 85' J. Vermeerbergen 89' |       | 27' H. Harbaoui 59' W. Scheelen | Bosuilstadion, Antwerpen Toeschouwers: 7.500 Arbiter: Tim Pots |            |

| Datum/tijd                      | Thuis | Uitslag       | Uit                                                             | Informatie |
| ------------------------------- | ----- | ------------- | --------------------------------------------------------------- | ---------- |
| 1 mei 2011 15:00                |       |               |                                                                 |            |
| OH Leuven                       | 2 – 0 | Lommel United | Den Dreef, Leuven Toeschouwers: 7.000 Arbiter: Jurgen Brinckman |            |
| H. Harbaoui 23' H. Harbaoui 77' |       |               | Den Dreef, Leuven Toeschouwers: 7.000 Arbiter: Jurgen Brinckman |            |

#### Klassement
|   |    |                            | P  | W  | G  | V  | +  | -  | DS  | Ptn |
| - | -- | -------------------------- | -- | -- | -- | -- | -- | -- | --- | --- |
| K | 1  | Oud-Heverlee Leuven        | 34 | 22 | 7  | 5  | 75 | 38 | 37  | 73  |
| E | 2  | Lommel United              | 34 | 20 | 5  | 9  | 73 | 44 | 29  | 65  |
| E | 3  | RAEC Mons                  | 34 | 17 | 8  | 7  | 63 | 38 | 25  | 59  |
| E | 4  | KVRS Waasland - SK Beveren | 34 | 15 | 11 | 8  | 51 | 35 | 16  | 56  |
|   | 5  | CS Visé                    | 34 | 14 | 9  | 11 | 52 | 48 | 4   | 51  |
|   | 6  | R. Antwerp FC              | 34 | 14 | 8  | 12 | 54 | 53 | 1   | 50  |
|   | 7  | FCV Dender EH              | 34 | 15 | 4  | 15 | 54 | 54 | 0   | 49  |
|   | 8  | AFC Tubize                 | 34 | 13 | 8  | 13 | 46 | 55 | −9  | 47  |
|   | 9  | KV Oostende                | 34 | 13 | 6  | 15 | 41 | 48 | −7  | 45  |
|   | 10 | KSK Heist                  | 34 | 12 | 7  | 15 | 57 | 67 | −10 | 43  |
|   | 11 | FCM Brussels               | 34 | 12 | 6  | 16 | 50 | 51 | −1  | 42  |
|   | 12 | Standaard Wetteren         | 34 | 10 | 12 | 12 | 42 | 51 | −9  | 42  |
|   | 13 | Boussu Dour Borinage       | 34 | 11 | 8  | 15 | 48 | 52 | −4  | 41  |
|   | 14 | KVK Tienen                 | 34 | 11 | 8  | 15 | 35 | 47 | −12 | 41  |
|   | 15 | KSV Roeselare              | 34 | 10 | 11 | 13 | 38 | 42 | −4  | 41  |
| E | 16 | KV Turnhout                | 34 | 10 | 10 | 14 | 48 | 59 | −11 | 40  |
| D | 17 | Rupel Boom FC              | 34 | 10 | 7  | 17 | 36 | 56 | −20 | 37  |
| D | 18 | RFC Tournai                | 34 | 5  | 9  | 20 | 38 | 63 | −25 | 24  |

#### Clubtopscorer competitie
| # | Naam                | Nationaliteit | Doelpunten |
| - | ------------------- | ------------- | ---------- |
| 1 | Hamdi Harbaoui      | Tunesië       | 25         |
| 2 | Jordan Remacle      | België        | 16         |
| 3 | Bjorn Ruytinx       | België        | 8          |
| 4 | Wouter Scheelen     | België        | 7          |
| 5 | Maxime Annys        | België        | 5          |
| 5 | Sandro Bloudek      | Slovenië      | 5          |
| 7 | Nicky Hayen         | België        | 3          |
| 8 | Wim Raymaekers      | België        | 2          |
| 9 | Tail Schoonjans     | België        | 1          |
| 9 | Kenneth Van Goethem | België        | 1          |
| 9 | Simon Vermeiren     | België        | 1          |
| 9 | Koen Weuts          | België        | 1          |

### Cofidis Cup

#### Wedstrijden

##### 4e ronde
| Datum/tijd | Thuis | Uitslag             | Uit                                                               | Informatie |
| --- | ----- | ------------------- | ----------------------------------------------------------------- | ---------- |
| 14 augustus 2010 18:00 |       |                     |                                                                   |            |
| OH Leuven | 7 – 0 | RSC Beaufays        | Den Dreef, Leuven Toeschouwers: 500 Arbiter: Christophe Dezomberg |            |
| S. Vermeiren 12' S. Vermeiren 24' J. Remacle 32' (pen.) H. Harbaoui 35' H. Harbaoui 37' J. Remacle 61' H. Harbaoui 68' N. Hayen 71' |       | 71' C. Tshite N'Goy | Den Dreef, Leuven Toeschouwers: 500 Arbiter: Christophe Dezomberg |            |

##### 5e ronde
| Datum/tijd                   | Thuis                   | Uitslag                   | Uit                                                   | Informatie |
| ---------------------------- | ----------------------- | ------------------------- | ----------------------------------------------------- | ---------- |
| 21 augustus 2010 19:00       |                         |                           |                                                       |            |
| RFC Tournai                  | 2 – 2 n.v. 4 – 2 (pen.) | OH Leuven                 | Stade Luc Varenne, Doornik Arbiter: Alexandre Boucaut |            |
| M. Seoudi 25' T. Hovine 108' |                         | 5' P. Nys 111' B. Ruytinx | Stade Luc Varenne, Doornik Arbiter: Alexandre Boucaut |            |

#### Clubtopscorer Beker van België
| # | Naam            | Nationaliteit | Doelpunten |
| - | --------------- | ------------- | ---------- |
| 1 | Hamdi Harbaoui  | Tunesië       | 3          |
| 2 | Jordan Remacle  | België        | 2          |
| 2 | Simon Vermeiren | België        | 2          |
| 4 | Pieter Nys      | België        | 1          |
| 4 | Bjorn Ruytinx   | België        | 1          |

2009/10 · 2010/11 · 2011/12 · 2012/13 · 2013/14 · 2014/15 · 2015/16 · 2016/17 · 2017/18 · 2018/19 · 2019/20 · 2020/21 · 2021/22 · 2022/23 · 2023/24 · 2024/25